# Antoni z Susza Kaczyński
Antoni z Susza Kaczyński herbu Pomian – rotmistrz powiatu wiłkomierskiego w 1764 roku.
W 1764 roku był elektorem Stanisława Augusta Poniatowskiego z powiatu wiłkomierskiego